# Маздюк, Дарина Евгеньевна
Дарина Евгеньевна Маздюк (род. 24 января 1992) — российская спортсменка, боец смешанных боевых искусств, выступающая в американской спортивной организации Bellator MMA.

## Биография
Дарина родилась 24 января 1992 года в городе Томск-7 (сейчас Северск). Интересоваться боевыми искусствами она начала ещё в детстве, когда смотрела боевики со своим отцом про восточные единоборства, с такими актёрами, как Жан Клод Ван Дамм. В 2007 году, в возрасте 15 лет, будущая «Красная Королева» впервые попала в секцию русского рукопашного боя. Произошло это совершенно случайно, когда она с подругой шла со школы.
Далее Дарина посвятила 8 лет Карате Киокусинкай. Сперва она тренировалась под руководством Шагеева Сергея Александровича. Именно он разглядел в ней талант и характер и предложил поехать на первые соревнования. Переехав в Москву, Дарина Маздюк продолжила тренировки и выступления по карате Киокусинкай, но уже под руководством Котвицкого Дмитрия Юрьевича на базе школы «Самбо 70». После перерыва в любительской карьере Дарина попала на тренировку Кости Цзю в бойцовском клубе «Шатун» Максима Новосёлова. И уже 29 января 2019 года Дарина вышла на свой первый профессиональный бой на турнире «Кубок Top Fight», представляя команду Максима Новосёлова, где одержала победу над Надеждой Зиновьевой.
21 декабря 2019 Дарина Маздюк одержала досрочную победу техническим нокаутом над дагестанкой Мадиной Магомедовой на профессиональном турнире «Old Guard Divizion V».
Но настоящее восхождение Дарины Маздюк и её становление в статусе «Красной Королевы» произошло в 2020 году на шоу Амирана Сардарова «Fight for Hype 8» (Битва за Хайп 8). Сперва 28 января на отборочном турнире она одержала досрочную победу нокаутом на 1:11 минуте 1 раунда над Анастасией Сухановой. 4 марта Дарина приняла участие в полноценном шоу «Fight for Hype 9» (Битва за Хайп 9), проведя бой против Марины «Брони» Кигелёвой, вес которой 135 кг. Дарина одержала победу единогласным решением судей по итогам 3 раундов.

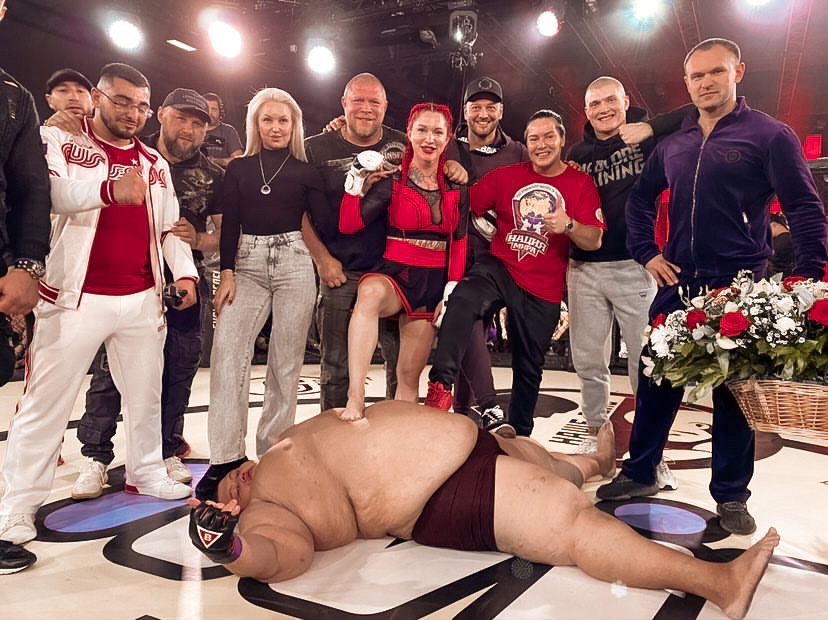
Маздюк Дарина vs. Гриша «Полное ТВ» Чистяков

В конце ноября 2020 года состоялся знаменательный межгендерный бой, в котором Дарина одержала победу в 1 раунде против 240-килограммового мужчины, которым был российский блоггер Григорий «Полное ТВ» Чистяков. Бой прошёл в рамках промоушена поп-ММА «Наше Дело». Дарина была легче своего оппонента на 180 кг.

## Bellator
16 декабря 2020 года Дарина Маздюк официально подписала контракт с американской спортивной организацией Bellator MMA.
Первый дебютный бой Маздюк в новом для неё промоушене был запланирован на турнире «BELLATOR MMA 269: ФЕДОР ПРОТИВ ДЖОНСОНА» в Москве 23 октября 2021 года против Катажиной Садуры.
23 октября рамках турнира Bellator 269 на «ВТБ Арене» в Москве Дарина потерпела поражение в дебютном поединке.

## Статистика
| Боёв 6   | Побед 4 | Поражений 2 |
| -------- | ------- | ----------- |
| Нокаутом | 2       | 1           |
| Решением | 2       | 1           |

| Результат | Рекорд | Соперник           | Способ                  | Турнир                 | Дата            | Раунд | Время | Место                    | Примечание                 |
| --------- | ------ | ------------------ | ----------------------- | ---------------------- | --------------- | ----- | ----- | ------------------------ | -------------------------- |
| Поражение | 4-2    | Катажина Садура    | Нокаут (удары)          | Bellator 269           | 23 октября 2021 | 2     | 3:17  | Москва, Россия           | Дебют в наилегчайшем весе. |
| Победа    | 4-1    | Марина Кигелёва    | Решение (единогласно)   | Fight for Hype 9       | 4 марта 2020    | 3     | 3:00  | Москва, Россия           |                            |
| Победа    | 3-1    | Анастасия Суханова | Решение (единогласно)   | Fight for Hype 8       | 28 января 2020  | 1     | 1:11  | Москва, Россия           |                            |
| Победа    | 2-1    | Мадина Магомедова  | Технический нокаут      | Old Guard — Divizion 5 | 21 декабря 2019 | 4     | 3:24  | Павловский Посад, Россия |                            |
| Поражение | 1-1    | Дарья Железнякова  | Решение (единогласно)   | Время новых героев 3   | 1 декабря 2019  | 2     | 5:00  | Санкт-Петербург, Россия  |                            |
| Победа    | 1-0    | Надежда Зиновьева  | Решением (единогласным) | Top Fight — Grand Prix | 2 февраля 2019  | 2     | 5:00  | Москва, Россия           |                            |